# Bas Peters
Bas Peters (nascido em 14 de maio de 1976) é um ciclista holandês, especializado em competições de mountain bike.
Peters representou os Países Baixos nos Jogos Olímpicos de 2004 em Atenas, onde terminou na 13ª posição competindo na prova de cross-country, na qual o seu companheiro de equipe, Bart Brentjens, conquistou a medalha de bronze.